# 鈴木利正
鈴木 利正（すずき としまさ、1966年4月29日 - ）は、日本の男性アニメーター、アニメーション演出家、アニメーション監督。北海道出身。

## 来歴
『十二戦支_爆烈エトレンジャー』第8話「赤頭巾ちゃんに気をつけて」で演出デビュー。
『ヒロイック・エイジ』（XEBEC制作）『神曲奏界ポリフォニカ クリムゾンS』（ディオメディア制作）の監督をしたのち、近年はXEBEC作品のほかシャフト制作作品に多く参加している。

## 参加作品

### テレビアニメ
1992年
- おやゆび姫物語（1992年 - 1993年、原画）

1993年
- 無責任艦長タイラー（原画）

1995年
- 十二戦支 爆烈エトレンジャー（1995年 - 1996年、絵コンテ・演出）

1997年
- HARELUYA II BØY（絵コンテ・演出）
- BURN-UP EXCESS（1997年 - 1998年、絵コンテ・演出）
- バトルアスリーテス大運動会（1997年 - 1998年、絵コンテ・演出）

1998年
- ジェネレイターガウル（絵コンテ・演出・原画）
- サイレントメビウス（絵コンテ・演出）

1999年
- デュアル!ぱられルンルン物語（絵コンテ・演出）
- パワーストーン（絵コンテ・原画）
- 宇宙海賊ミトの大冒険 2人の女王様（絵コンテ）
- 地球防衛企業ダイ・ガード（1999年 - 2000年、絵コンテ・演出）

2000年
- ドッとKONIちゃん（2000年 - 2001年、絵コンテ・演出）

2001年
- サクラ大戦TV（助監督・絵コンテ・演出）
- まほろまてぃっく（絵コンテ・演出）
- シャーマンキング（2001年 - 2002年、絵コンテ・演出・原画）
- サイボーグ009 THE CYBORG SOLDIER（2001年 - 2002年、絵コンテ・演出）
- ちっちゃな雪使いシュガー（2001年 - 2002年、絵コンテ）

2002年
- まほろまてぃっく～もっと美しいもの～（2002年 - 2003年、絵コンテ）

2003年
- キノの旅 -the Beautiful World-（原画）
- 宇宙のステルヴィア（絵コンテ・演出）

2004年
- この醜くも美しい世界（絵コンテ・演出・原画）
- 蒼穹のファフナー（絵コンテ・演出）
- 鉄人28号（絵コンテ）
- 月詠 -MOON PHASE-（監督補佐・絵コンテ・演出、エンディング3演出）

2005年
- これが私の御主人様（絵コンテ・エンディング演出）
- ローゼンメイデン トロイメント（演出）
- 蒼穹のファフナー RIGHT OF LEFT（絵コンテ・演出）

2006年
- ザ・サード 〜蒼い瞳の少女〜（絵コンテ・演出）

2007年
- ヒロイック・エイジ（監督・絵コンテ・演出、オープニング絵コンテ・演出、エンディング絵コンテ・演出）

2008年
- かのこん（絵コンテ）
- 湾岸ミッドナイト（絵コンテ）
- 今日の5の2（絵コンテ）

2009年
- 神曲奏界ポリフォニカ クリムゾンS（監督・絵コンテ・演出、エンディング絵コンテ・演出）
- ティアーズ・トゥ・ティアラ（絵コンテ・演出）
- 化物語（絵コンテ・演出・原画、オープニング3ディレクター）

2010年
- ひだまりスケッチ×☆☆☆（エンディングディレクター）
- ダンス イン ザ ヴァンパイアバンド（エンディングディレクター）
- 荒川アンダー ザ ブリッジ（絵コンテ）

2011年
- そふてにっ（オープニング絵コンテ・演出・原画）

2012年
- 輪廻のラグランジェ（監督・絵コンテ・演出、オープニング演出、エンディング演出）

2013年
- THE UNLIMITED 兵部京介（絵コンテ、エンディング絵コンテ）
- ささみさん@がんばらない（絵コンテ）

2014年
- とある飛空士への恋歌（監督）
- 花物語（オープニング絵コンテ・演出）
- 弱虫ペダル GRANDE ROAD（オープニング絵コンテ）
- 名探偵コナン（オープニング39絵コンテ・演出）

2015年
- 蒼穹のファフナー EXODUS（絵コンテ・演出・原画）

2016年
- 甘々と稲妻（オープニング絵コンテ）
- 3月のライオン（絵コンテ）

2018年
- 名探偵コナン（オープニング46絵コンテ・演出）
- Fate/EXTRA Last Encore（絵コンテ）

2019年
- エガオノダイカ（監督・絵コンテ・演出）

2020年
- マギアレコード 魔法少女まどか☆マギカ外伝（絵コンテ）

2022年
- RWBY 氷雪帝国（監督・絵コンテ・演出・OP/EDディレクター・ED絵コンテ・OP原画）

2025年
- 名探偵コナン（オープニング59絵コンテ・演出）

### 劇場アニメ
2010年
- 蒼穹のファフナー HEAVEN AND EARTH（監督）

2016年
- 傷物語〈I 鉄血篇〉（演出）

2017年
- 傷物語〈III 冷血篇〉（演出）
- 打ち上げ花火、下から見るか? 横から見るか?（演出）

2023年
- 蒼穹のファフナー BEHIND THE LINE（原画）

### OVA
- THE八犬伝（1990年 - 1991年、原画）
- 銀河英雄伝説（第3期：1994年 - 1995年、原画）
- 銀河英雄伝説（第4期：1996年 - 1997年、絵コンテ・演出・原画）
- 銀河英雄伝説外伝第1期「千億の星、千億の光」（1998年、原画）
- 北へ。Pure Session（2000年、演出）
- アーケードゲーマーふぶき（2003年、演出）
- 変ゼミ（2010年、オープニング絵コンテ・演出）
- 輪廻のラグランジェ 鴨川デイズ（2012年、監督）

### Webアニメ
- ムーンライズ（2025年、演出）